# Aliou Dieng
Aliou Dieng (ur. 16 października 1997 w Bamako) – malijski piłkarz grający na pozycji prawego pomocnika. Od 2019 jest piłkarzem klubu Al-Ahly Kair.

## Kariera klubowa
Swoją karierę piłkarską Dieng rozpoczął w klubie Djoliba Athletic Club, w barwach którego sezonie 2014/2015 zadebiutował w pierwszej lidze malijskiej. Grał w nim przez trzy sezony.
Na początku 2018 roku Dieng przeszedł do algierskiego klubu MC Algier. Swój debiut w nim w algierskiej Première Division zaliczył 6 lutego 2018 w przegranym 0:1 wyjazdowym meczu z Olympique Medea. W MC Algier grał do końca sezonu 2018/2019.
Latem 2019 Dieng został piłkarzem egipskiego Al-Ahly Kair. Swój debiut w nim zaliczył 11 grudnia 2019 w zwycięskim 3:0 wyjazdowym meczu z Wadi Degla FC. Wraz z Al-Ahly wywalczył mistrzostwo Egiptu w sezonie 2019/2020, w którym zdobył również Puchar Egiptu oraz wicemistrzostwo Egiptu w sezonie 2020/2021. W obu sezonach wygrał też Ligę Mistrzów. Dwukrotnie zdobył też Superpuchar Afryki.
| Sezon   | Klub         | Kraj     | Rozgrywki                   | Mecze | Gole |
| ------- | ------------ | -------- | --------------------------- | ----- | ---- |
| 2014/15 | Djoliba AC   | Mali     | Première Division           | ?     | ?    |
| 2016    | Djoliba AC   | Mali     | Première Division           | ?     | ?    |
| 2017    | Djoliba AC   | Mali     | Première Division           | ?     | ?    |
| 2017/18 | MC Algier    | Algieria | Première Division           | 10    | 0    |
| 2018/19 | MC Algier    | Algieria | Première Division           | 27    | 2    |
| 2019/20 | Al-Ahly Kair | Egipt    | Ad-Dauri al-Misri al-Mumtaz | 26    | 1    |
| 2020/21 | Al-Ahly Kair | Egipt    | Ad-Dauri al-Misri al-Mumtaz | 33    | 0    |

## Kariera reprezentacyjna
W reprezentacji Mali Dieng zadebiutował 5 lipca 2015 w wygranym 3:1 meczu Mistrzostw Narodów Afryki 2016 z Gwineą Bissau, rozegranym w Bamako. W 2022 został powołany do kadry na Puchar Narodów Afryki 2021. Rozegrał na nim dwa mecze: grupowy z Mauretanią (2:0) i w 1/8 finału z Gwineą Równikową (0:0, k. 5:6).